# يوناثان شتوك
يوناتان شتوك (بالألمانية: Jonathan Stock)‏ هو صحفي ألماني، ولد في 2 يناير 1983 في أويتين في ألمانيا.